# Vinicio Vergoni
Vinicio Vergoni (Rimini, 7 febbraio 1926 – Rimini, 6 settembre 2017) è stato uno scrittore italiano.

## Biografia
Iscritto al partito comunista italiano, è stato un punto di riferimento importante per la vita politica del territorio. Animatore indefesso della realtà culturale di Miramare, nel 1998 fondò il "Premio poesia Miramare", allo scopo di dar voce e far conoscere giovani talenti poetici. Sua è l'idea della Associazione Culturale "Hostaria del Terzo" e della fondazione dell'omonimo giornalino, sulle cui pagine ha trovato posto il fermento politico - culturale locale. Molto si è speso per donare opere alla sua città volte a migliorarne l'aspetto estetico. In tarda età Vinicio Vergoni ha voluto dare forma letteraria ai propri ricordi giovanili. Ne è scaturito il libro di racconti "Origine e morte di una sirena", pubblicato postumo nel 2018.
| Controllo di autorità | VIAF (EN) 8814158070659908780008 · SBN RAVV690208 · GND (DE) 1203655983 |